# ネットワーク・レール
ネットワーク・レール（英語: Network Rail）は、イギリスのイングランド・スコットランド・ウェールズにおける大半の鉄道網を（その子会社であるネットワーク・レール・インフラストラクチャー（旧レールトラック）を通じて）所有し管理する事業者である。株式を発行しない有限責任会社（company limited by guarantee）で、株主は存在せず、収入は鉄道網に再投資されることになっている。
主な顧客は、同社が所有・管理する鉄道網の上で列車の運行を行う、民間の列車運行会社 (TOC)（旅客営業を担当）と貨物運行会社である。2014年9月1日以来、ネットワーク・レールは公共企業体と分類されている。
旅客数の急増に対応するため、380億ポンドを費やしてクロスレールの建設、路線の電化、テムズリンク改良計画、新しい高速鉄道 (HS2) など鉄道網の改良計画を進めている。

## 歴史

### 2002年以前
民間会社によって建設されたイギリスの鉄道網は、1947年運輸法によって国有化され、1990年代に再民営化されるまでイギリス国鉄が運営してきた。民営化では上下分離方式が採用され、施設管理と列車運行の会社が分離された。1994年から2002年まで、施設はレールトラックが所有・管理していた。
2000年10月17日に発生したハットフィールド脱線事故は、レールトラックの崩壊を決定づけることになった。イギリス鉄道網全体に渡って直ちに大規模な修理作業が実施され、これには5億8000万ポンドが掛かったと見積もられている。しかし、レールトラックはかつてイギリス国鉄が持っていた技術・保守の部門の多くを廃止するか外部の会社に売却してしまったため、社内での技術力をほとんど失っており、これからさらにハットフィールドのような事故の発生を予見できなかった。また、レールトラックが命じた速度制限の結果がどうなるかの予見もできず、結果的に鉄道網はほとんど機能を停止してしまうことになった。ウェスト・コースト本線の近代化の費用も急上昇していた。2001年にレールトラックは、特別損失を計上する前の税引き前利益を1億9900万ポンド計上しているにもかかわらず、ハットフィールド事故に伴う関連費用と補償費用7億3300万ポンドを負担した結果5億3400万ポンドの損失となったことを発表し、政府に財政支援を求めることになったが、2001年5月にその中から株主に対して1億3700万ポンドを配当として支払った。
ネットワーク・レール (Network Rail Ltd.) は、実際の鉄道管理を行うレールトラック (Railtrack plc) をレールトラック・グループ (Railtrack Group plc) から5億ポンドで買収して傘下に収め、レールトラックは改称・再編されてネットワーク・レール・インフラストラクチャー (Network Rail Infrastructure Ltd.) となった。この買収は2002年10月3日に完了した。このため、かつてのレールトラックは清算されて消滅したわけではなく、改称して存続しており、ネットワーク・レール・インフラストラクチャーはレールトラック時代に発生した件に関して後に起こされた訴訟の被告となっている。

### 2002年以降

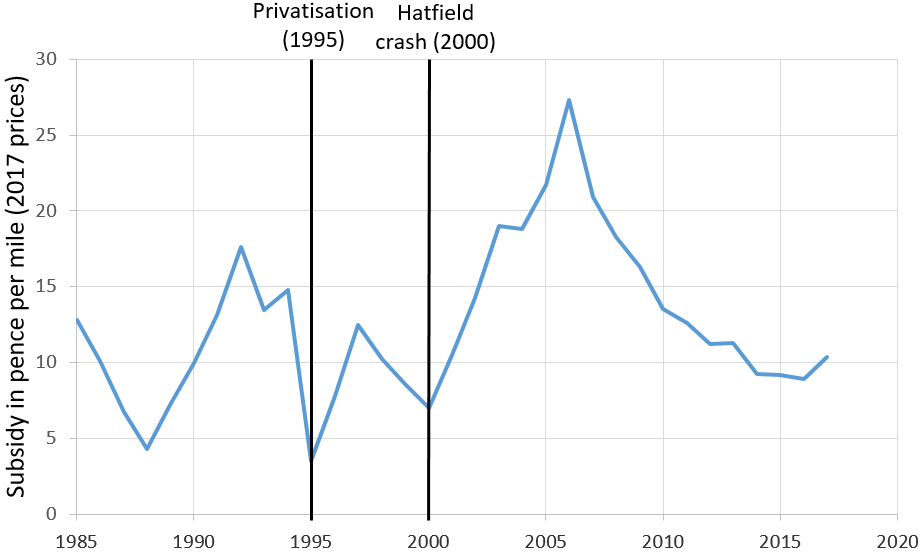
イギリスの鉄道網に対する政府補助金の額の推移、1982年から2014年まで、2014年の物価換算で乗客1人当たりの額を示す。民営化後当初は補助金が削減されていたが、2000年10月のハットフィールド事故を受けて急増し、その後再度減少した

ネットワーク・レールが組織を確立し、鉄道網の状態を改善し単価を引き下げ遅延を解決するという主要な課題に対応する能力を示した当初の期間を受けて、政府の2004年の鉄道事業見直しでは、全鉄道産業の業績報告、ダイヤの設定、小・中規模鉄道網改良の設計、方面別の線路利用戦略の実施といった件に関する責任をネットワーク・レールは与えられるべきだとした。この中には既にネットワーク・レールが有していた機能もあったが、たとえば線路利用戦略を作成する義務といった、これ以外の機能については、イギリス政府の政府外公共機関である戦略鉄道庁からネットワーク・レールに移管された。戦略鉄道庁は2006年11月に廃止された。
2008年8月、ユーストンのメルトン・ストリート40番地からヨークウェイ90番地のキングス・プレイスに本社を移転した。2008年10月にイアン・マカリスターは次の会長選挙に立候補しないことを表明した。彼は会長職を6年に渡って務めた。彼は、ネットワーク・レールは発展の新しい段階に達したため、その段階で率いていく新しい会長を任命するのが適切だと述べた。
ネットワーク・レールが安全に関して責任を負うようになって以来、多くの安全活動が導入されるようになった。2008年12月に発表された最新の「オール・オレンジ」という活動では、すべての線路作業員は線路の近くで作業する際には、視認性の高いオレンジのジャケットを着るだけではなく、ズボンもオレンジにしなければならないとしている。この新しい規則は保守・設備作業員に対して2009年1月から、そして基盤・投資部門では2009年4月から発効した。
2011年にネットワーク・レールは、それぞれに管理責任者を有する9つの地域分割された自律的な事業部門へと、事業構造の再編手続きを開始し、まずはスコットランド地区とウェセックス地区の部門が発足した。この再編は、線路の管理と列車の運行の垂直統合への回帰だと解釈されている。

## 責務

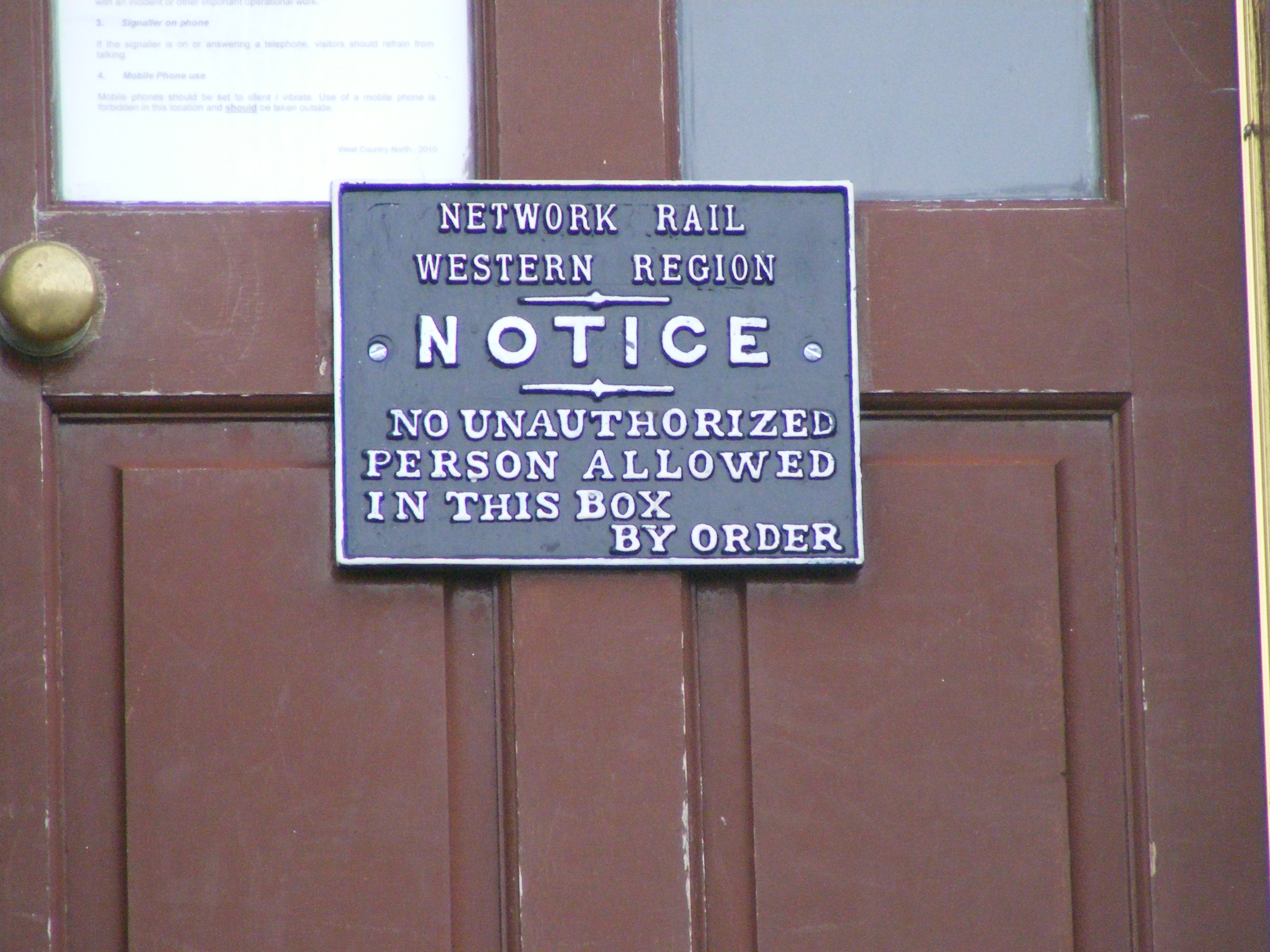
レドベリー駅の信号扱所に貼られた、ネットワーク・レールの名前の入った表示

ネットワーク・レールは、線路、信号機、架線、トンネル、橋梁、踏切や大半の駅などの施設・設備を所有する。車両は営業用車両を持たず、事業用車を所有している。
2,500以上の駅を所有しているが、このうち大きな19駅のみを管理しており、他のすべての駅は各列車運行会社が管理している。ネットワーク・レールは、マンチェスターでも最大級の改装されたオフィススペースであるスクエア・ワンを15年リースしており、800人のスタッフを配置している。
ネットワーク・レールは、ナショナル・レールと混同してはならない。ナショナル・レールは組織ではなく、単なるブランド名であり、イギリス全体に渡る旅客鉄道網を説明し販売促進するために用いられる。ナショナル・レールの路線網の大半は貨物輸送も行っており、貨物のみの路線もある。旅客輸送を行っていても、ナショナル・レールの一部ではない路線もある（たとえばCTRL、ヒースロー・エクスプレス、タイン・アンド・ウィアメトロ（タイン・アンド・ウィアメトロはペローとサンダーランドの間でネットワーク・レールの線路を利用しており、この区間に責任を負っている）、そしてロンドン地下鉄）。反対に、ネットワーク・レールの鉄道網ではない線路の上で営業されるナショナル・レールのサービスもある（たとえばロンドン地下鉄の線路を走る区間）。たとえば、チルターン鉄道はハーロー・オン・ザ・ヒルとアマーシャムの間でロンドン地下鉄が保有する線路を走る。
現在の会長はピーター・ヘンディで、最高経営責任者はマーク・カーンである。

## 資産

### インフラストラクチャー

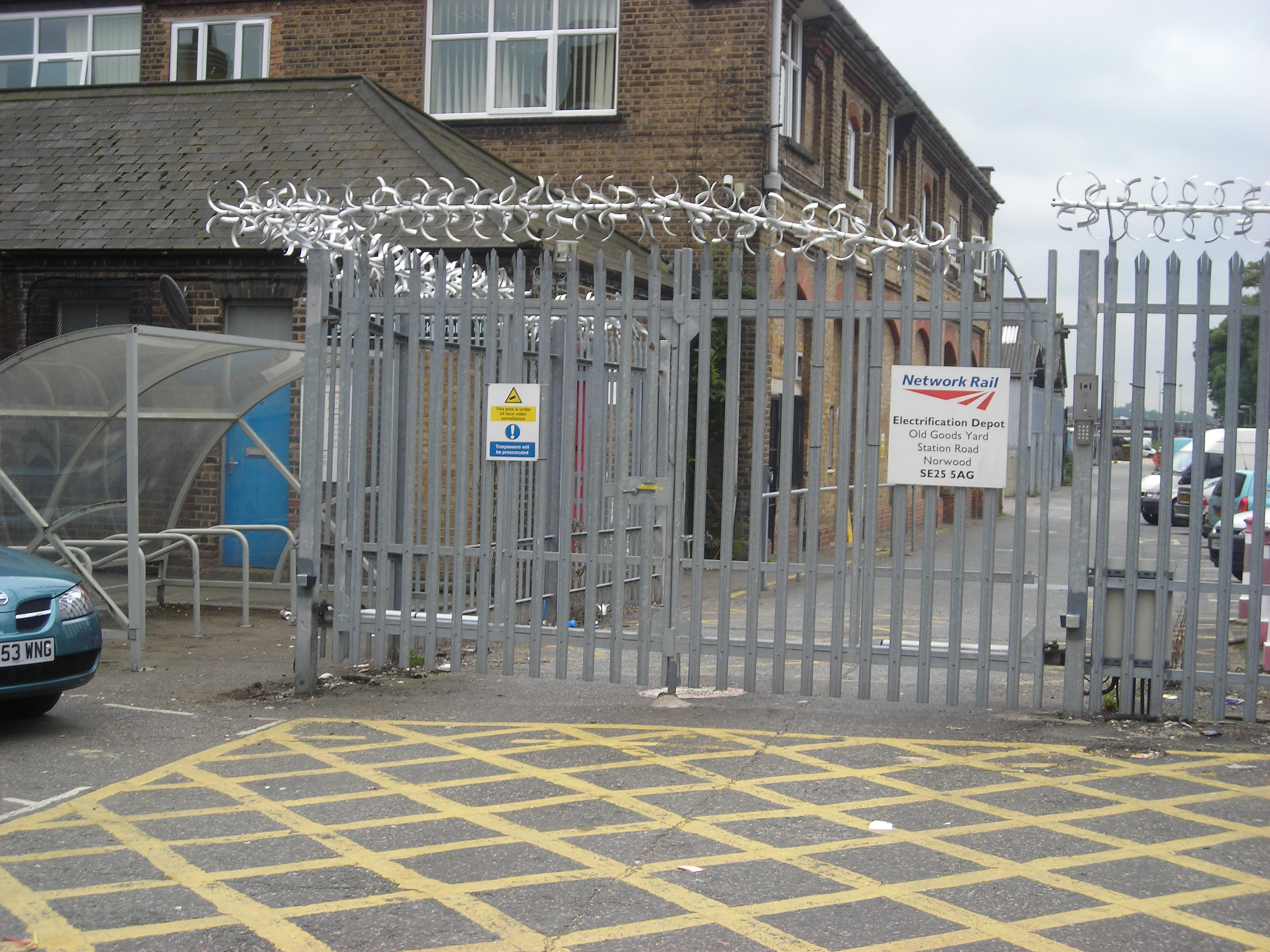
クロイドンのノーウッド・ジャンクション駅にあるネットワーク・レールの基地

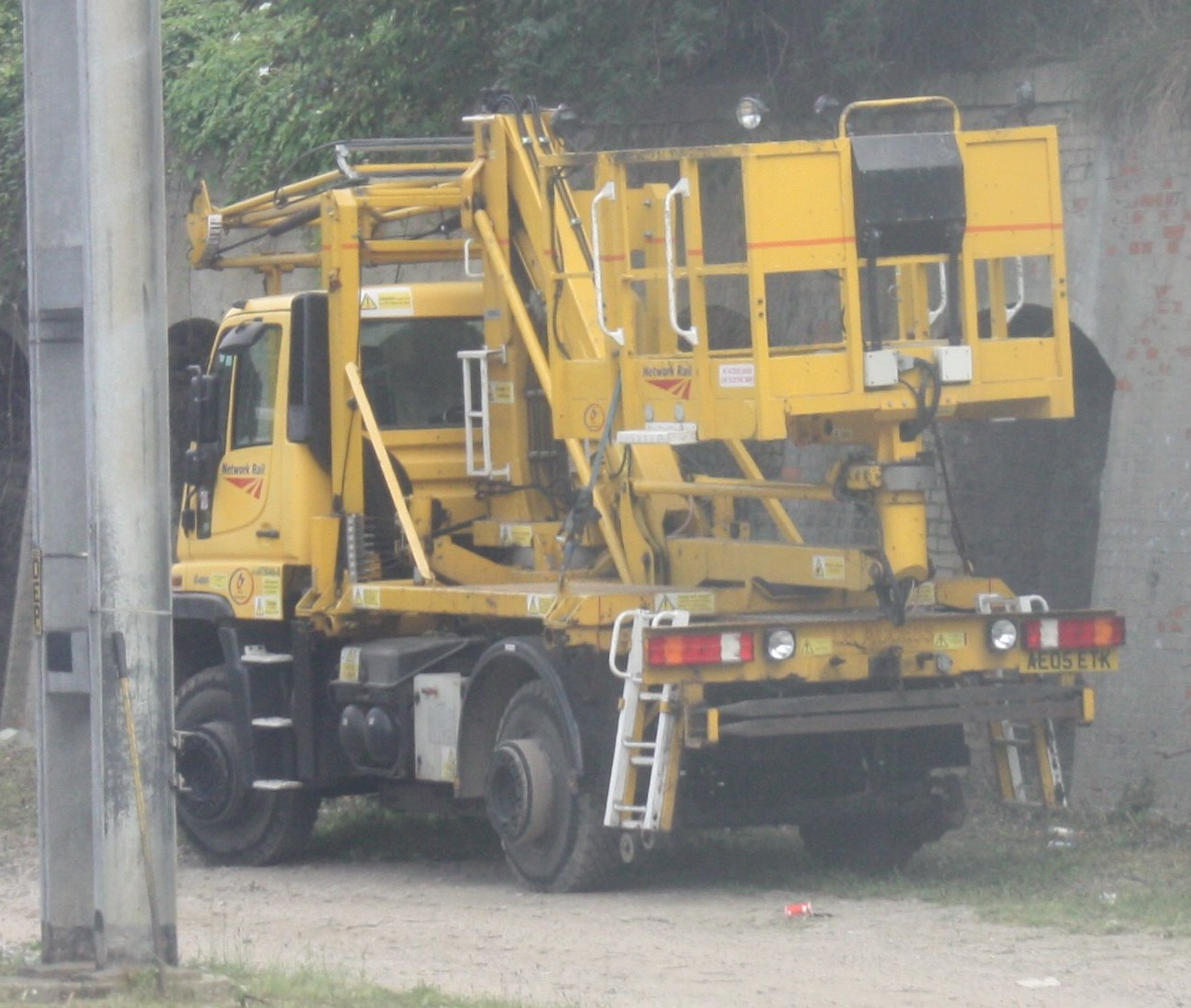
ウニモグ製高所作業車

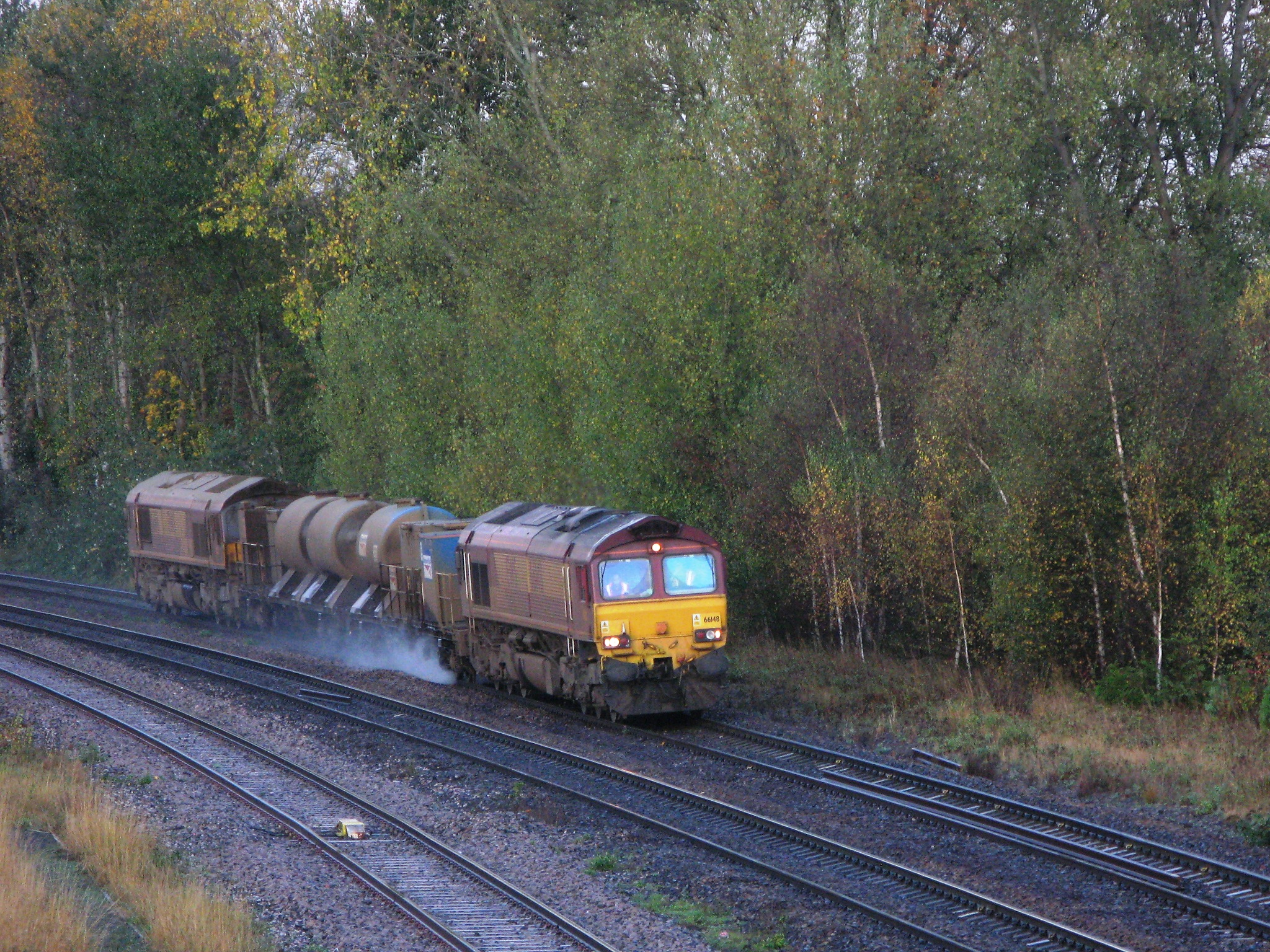
タウントン駅付近において、高圧ウォータージェットで落ち葉を除去する作業

ネットワーク・レールは20,000マイル（約32,000キロメートル）におよぶ線路と、40,000におよぶ橋やトンネルを管理している。
2003年10月にネットワーク・レールは、特定の民間企業が実施する保線作業の質に懸念があったことや、コストが上昇していたことなどから、すべてのインフラストラクチャーの保守作業を民間企業との請負契約から直営に切り替えると発表した。
2004年2月には、ロンドンのウォータールー駅に、ネットワーク・レールと列車運行会社のサウスウェスト・トレインズが共同で運営する運行センターを開設した。これは民営化以降では、この種の全面的な協力として初めて実施されたもので、鉄道網の他の地域のモデルになるとみなされ、これ以降ネットワーク・レールと列車運行会社が6か所で統合した運行センターを開設してきている。ブラックフライアーズ、クロイドン（ファースト・キャピタル・コネクトの運行管理を担当）、スウィンドン、バーミンガム・ニューストリート駅、グラスゴー・セントラル駅、そして最近ではリバプール・ストリート駅とカーディフ・カントンに置かれたサウス・ウェールズなどのセンターがある。
線路の更新や、線路・信号設備の置換えによる鉄道網の近代化の作業は、契約により民間企業によって実施が継続される。この中でも大規模な更新計画は、2008年に完成したロンドン- グラスゴー間のウェスト・コースト本線の数十億ポンドを費やした改良と、ロンドンを南北に縦貫する鉄道路線の改良であるテムズリンク計画、そしてネットワーク・レールが実施したクロスレールの計画などである。
ネットワーク・レールは当初は、多くの作業や建設現場を民間のインフラストラクチャー保守請負会社である、たとえばカリリオンやファースト・エンジニアリングなどに対して下請けに出していた。他の下請け業者は、現場で専門の業務や追加の作業のために用いられている。こうした会社としてはプリマ・サービス・グループ、スカイブルー、バルフォア・ビーティ、レイバーサイト、BCL、アトキンス・レール、マクギンリーズなどがある。
2003年以来、ネットワーク・レールは見習い制度に資金を出したり、学位制度に資金提供したりして、社内での技術力を高めてきた。ネットワーク・レールは、契約業者から業務を移管したことで、かなりの費用の節約ができたと報告している。ポッターズ・バー鉄道事故を受けて、ネットワーク・レールはさらに多くの契約を社内業務に移管し、そのほかロザーハム、キングス・クロスなどでの事故によりジャービスは線路保守業務から撤退することになった。この少し後に、保守会社による様々な失敗を受けて、ネットワーク・レールはさらに多くの保守業務を直営に移管した。通信事業の保守は2009年4月に、かつてイギリス国鉄通信だったタレス・テレコム・サービシーズの要員の移管を受けて直営にしたことで、元の状態に戻ることになった。
2006年に、ネットワーク・レールはレールの粘着低下による空転対策となるハイテク利用の計画を公表した。この計画では、人工衛星を利用して問題が起きている場所を追跡すること、ウォータージェットで落ち葉を取り除く車両やレールを磨く装備を持った要員を配置すること、サンドスティックとナトルソールブと呼ばれる覆っている落ち葉を溶かす物質を利用することなどが含まれている。
軌道上やそばで働く全ての労働者は、パーソナル・トラック・セーフティと呼ばれる資格試験を受けなければならない。これは2年おきに更新される。ネットワーク・レールの作業員は毎年、AITL (Assessment in the Line) の一環として審査を受ける。AITLでは各作業員は、コンピュータープログラムによって試験を受けて、その保有する能力を検査する必要がある。
2007年に、軌道保守の契約業者はそれまでの6から4に減らされることが発表された。アメイ/コラス・レール、バルフォア・ビーティ、バブコック・ファースト・エンジニアリング、ジャービスである。ジャービスはこれ以降、管理の方に移り、請け負っていた業務の大半はバブコックによって担当されることになった。

### 駅
ネットワーク・レールは2,500以上の駅を所有しており、6つのカテゴリに分類される。ほとんどの駅の管理と運営は、その駅を通る列車を運行している主な列車運行会社が担当しているが、その駅を通る列車を運行していない列車運行会社に任されている場合も何例かある。たとえば、ヒンクリー駅はクロスカントリーの列車が運行しているが、イースト・ミッドランズ・トレインズが駅の管理を担当している。2015年7月現在、ネットワーク・レールは20駅を直接管理している。ネットワーク・レールが管理・運営する駅は以下の通りである。
| 全国 - バーミンガム・ニューストリート駅 - ブリストル・テンプル・ミーズ駅 - エディンバラ・ウェイバリー駅 - グラスゴー・セントラル駅 - リーズ駅 - リヴァプール・ライム・ストリート駅 - レディング駅 - ニューカッスル中央駅 - ヨーク駅 | ロンドン中央部 - ロンドン・ブリッジ駅 - キャノン・ストリート駅 - チャリング・クロス駅 - ユーストン駅 - キングス・クロス駅 - リバプール・ストリート駅 - パディントン駅 - セント・パンクラス駅（低層階） - ロンドン・ヴィクトリア駅 - ウォータールー駅 | マンチェスター中央部 - マンチェスター・ピカデリー駅 - マンチェスター・オックスフォード・ロード駅（2016年より） - マンチェスター・ヴィクトリア駅（2015年または2016年より） |

これに加えてネットワーク・レール・ハイスピードがセント・パンクラス駅上層階、ストラトフォード国際駅、エブスフリート国際駅を管理している。グラスゴー・セントラル駅とリヴァプール・ライム・ストリート駅は上層階と下層階に分かれており、上層階は行き止まり式（頭端式）になっており主な都市間列車が発着している。下層階は通勤輸送網上にあって通り抜け式になっており、上層階に発着する線路とはおおむね分離されていて、こちらの駅とプラットホームはネットワーク・レールではなく主に利用している列車運行会社が管理している。
ネットワーク・レールは2012年1月にサザンに移管するまでガトウィック空港駅を管理しており、2014年11月にc2cに移管するまでフェンチャーチ・ストリート駅を管理していた。ネットワーク・レールは2015年6月からイースト・コースト本線が民間運営に戻ることの一環として、ニューカッスル中央駅とヨーク駅を管理するようになった。
2014年の運輸省のフランチャイズレポートでは、ネットワーク・レールはより多くの主要駅を直接管理下に収める意図があると述べている。この報告では、ヨーク駅をネットワーク・レールの管理下にすると指定しており（この移管は2015年に報告が発表されて間もなく結果的に確定することになった）、またノーザンハブの一環として、大規模改良計画が進行中のマンチェスター・オックスフォード・ロード駅およびマンチェスター・ヴィクトリア駅も指定されている。このマンチェスターの2駅については、ノーザン・レールのフランチャイズ契約が終了する2016年時点に同時にか、あるいは改築工事が完了するヴィクトリア駅については2015年、オックスフォード・ロード駅については2018年に、ネットワーク・レールの直接管理になるとされている。

### 訓練施設

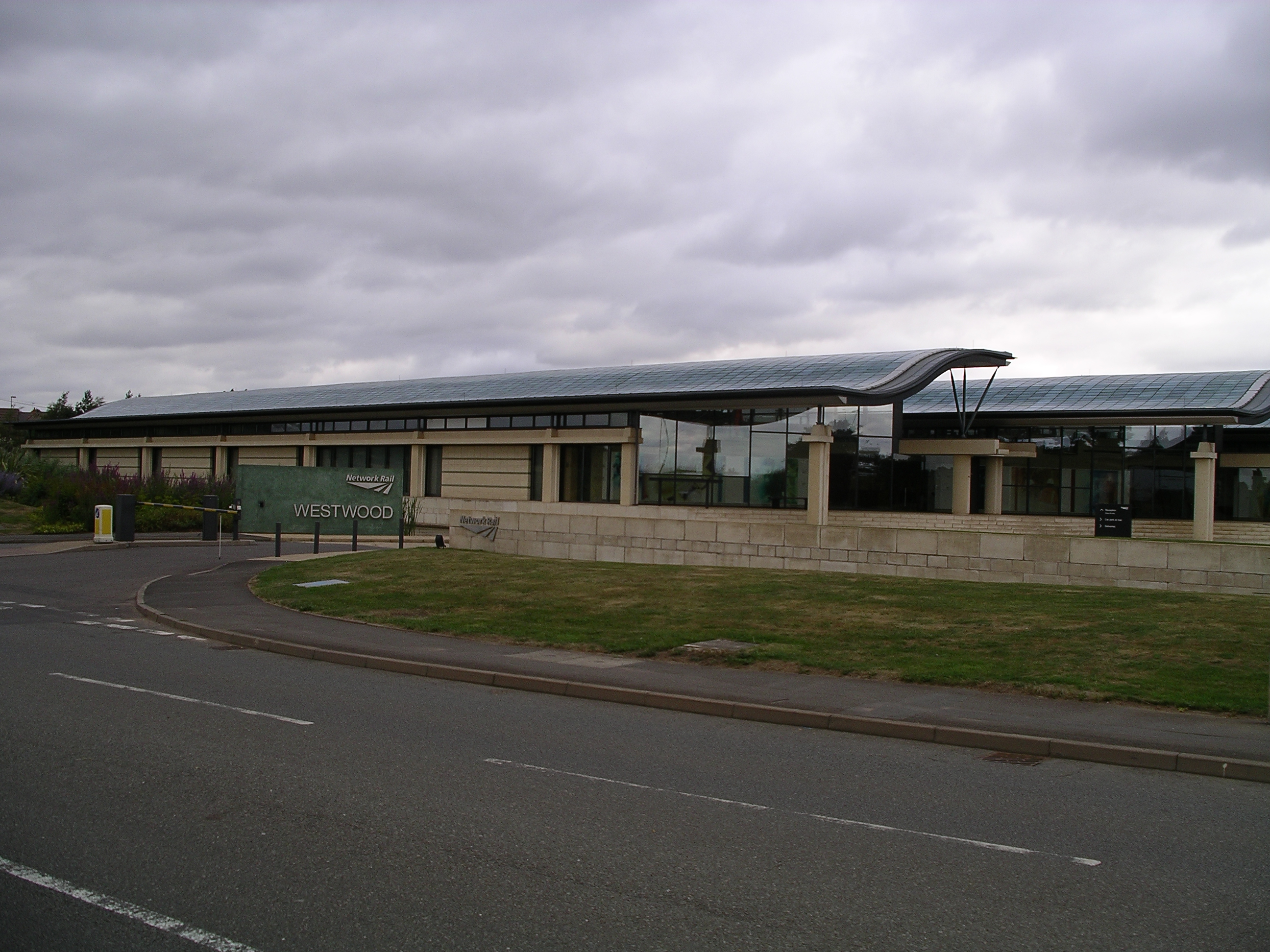
ネットワーク・レールのコベントリー指導力教育センター、ウェストウッドにある

ネットワーク・レールはイギリス中にいくつかの教育訓練施設を持っている。訓練施設は、ニューカッスル、ピーターバラ、ダービー、リーズ、ウォルソールおよびラーバートにあり、再教育コースや新設備対応の教育を行っている。上級見習いコースの訓練生はイギリス海軍の設備を使ってゴスポートにあるサルタンで、イギリス海軍の施設および特別に準備された訓練センターの双方で、初年度のすべてと2年目・3年目のうち7回の2週間コースか5回の3週間コースの訓練を受ける。すべてのコースは、最初の年はバブコック・インターナショナルの一部であるVTフラッグシップが講習を行っているが、2年目と3年目はネットワーク・レールの要員が担当している。さらに指導力（リーダーシップ）の教育のためにコヴェントリー近くのウェストウッドビジネスセンターにおいて、ケーブル・アンド・ワイヤレスから住宅地域を購入した。ネットワーク・レールと、ヴォルカーレールやバルフォア・ビーティなどの業界の各社は、シェフィールド・ハラム大学と合同で、準学士の制度を運営している。
2008年にはネットワーク・レールはその最初の資格「軌道工学」を発行する。GCSEとAレベルに同等のコースを開設する許可を得ている。

### 通信施設
ネットワーク・レールは、信号、電力制御、列車無線、沿線通信、踏切監視カメラ、駅情報システム、セキュリティシステムおよびより一般的なITや事業用電話の必要性に応じて様々な電気通信回線を運営している。伝送および電話交換システムを構成する固定通信インフラストラクチャーは、かつてイギリス国鉄通信が設置した、主に線路沿いのトラフに収納された光ファイバー回線および銅回線で結ばれている。私有通信設備としてはイギリスでは最大のものである。
ネットワーク・レールは、運転士や線路作業員の移動通信を支援するために、基地局、アンテナ、制御装置で構成されるアナログ無線回線をいくつか運営している。全国無線網(NRN) は、鉄道の運営用に専用に開発されたものである。500か所の無線基地局および21か所の中継局で、全国の鉄道網の98パーセントをカバーしている。無線電子トークン閉塞 (RETB) システムはNRNと同様の技術に基づいているが、音声通信だけでなく信号用のトークンのためのデータ通信ができるようになっている。
線路沿いにおける固定通信手段としては電話が用意されている。この電話は、信号柱に装備された電話機を通じて運転士が、あるいは踏切に設置された電話機を通じて公衆が、信号扱い手と通話することを主な目的として用意されている。線路脇や踏切に設置されている電話機の多くをGAIトロニックスが納入している。旅客がインフォメーションセンターや緊急事態センターに連絡できるようにするための、プラットホームや駅におけるパブリックアクセスヘルプポイントも納入している。
GSM-R無線システムは、欧州連合の相互運用性に関する規制に従って、ヨーロッパ中で導入が進められている。イギリスでは2014年3月現在、現行で使用中のNRNとCSRの無線システムを、GSM-Rのイギリス版実装で置き換える作業をネットワーク・レールが進めている。
ネットワーク・レールは、内部のインフラストラクチャーデータベースとしてGEOGISというシステムを保有している。このシステムでは、どの路線のどの場所が参照されているかを示すための4桁のトラックIDコードを使っている。最初の1桁目は線路の向きを示しており、1が上り、2が下り、3が上下変更可能、4はループ線である。2桁目は線路の用途を示し、1は本線あるいは急行線、2は緩行線、3は貨物線、4は単線、5はループ線、6は留置線、7は渡り線、8はその他あるいは機関車線、9は側線である。3桁目と4桁目は線路番号で00から99までの番号すべてが使え、通常は順番に番号が振られている。

### 鉄道車両
安全性の確認と保守作業を行うために、ネットワーク・レールは様々な種類の気動車や機関車などの鉄道車両を保有し運行している（この車両は、ナショナル・レールの一部として運行を行っているアソシエーション・オブ・トレイン・オペレーティング・カンパニーズの各企業の保有する鉄道車両とは異なる）。以下に示す気動車や機関車だけでなく、ネットワーク・レールは特定の試験や軌道保守作業のための多くの車両を保有し運用している。また、ネットワーク・レールはDBシェンカーやフレイトライナー・グループなどから貨物用の機関車を借りて、週末に技術者向けの列車を走らせている。ダイレクト・レール・サービシズは、ネットワーク・レールの機関車が使用できなかったり他で使っていたりする時に、列車の出力試験を行うために多くの機関車を貸し出している。ネットワーク・レールの鉄道車両の運転士は、DBシェンカーから借り受けている。
| 形式    | 写真                                                                   | 種類                       | 導入年                                                | 保有数           |
| ------- | ---------------------------------------------------------------------- | -------------------------- | ----------------------------------------------------- | ---------------- |
| 73形    | Sidings near Tonbridge Railway Station (1) - geograph.org.uk - 1344835 | 電気・ディーゼル両用機関車 | 1962年、1965年-1967年                                 | 2                |
| 97形    |                                                                        | ディーゼル機関車           | 1960年–1965年                                         | 4                |
| 117形   |                                                                        | 気動車                     | 1961年                                                | 1                |
| 121形   | 121032 at Cardiff Queen Street                                         | 気動車                     | 1960年                                                | 1                |
| 313形   | Willesden Junction station MMB 55 Willesden TMD 313121 172101          | 電車                       | 1976年-1977年                                         | 1                |
| NMT     | 43062 at Kings Cross 1                                                 | 高速鉄道車両               | 2003年 （1975年から1982年の間に製造）                 | 1                |
| MPV     |                                                                        | 気動車                     |                                                       | 46（一部保管中） |
| 950形   | Hugh llewelyn 950 001 (6601371065)                                     | 気動車                     | 1987年                                                | 1                |
| マーク2 |                                                                        | 客車                       | 1963年-1975年                                         |                  |
| DBSO    | Bristol Temple Meads railway station MMB 51                            | 制御車                     | 2007年 （1979年および1985年-1986年にBSO客車から改造） | 5                |
| DVT     |                                                                        | 制御車                     | 2013年                                                | 4                |
| 489形   |                                                                        | 制御車                     | 2008年 （1984年に414形から改造）                      | 6                |

### 資産売却の可能性
2015年5月に報道で、イギリス政府が大規模な駅やWiFiサービスなど、ネットワーク・レールの一部の資産を売却することを検討していると報じられた。しかしイギリス政府はこの報道を否定した。

## 発展

### 現在の投資計画

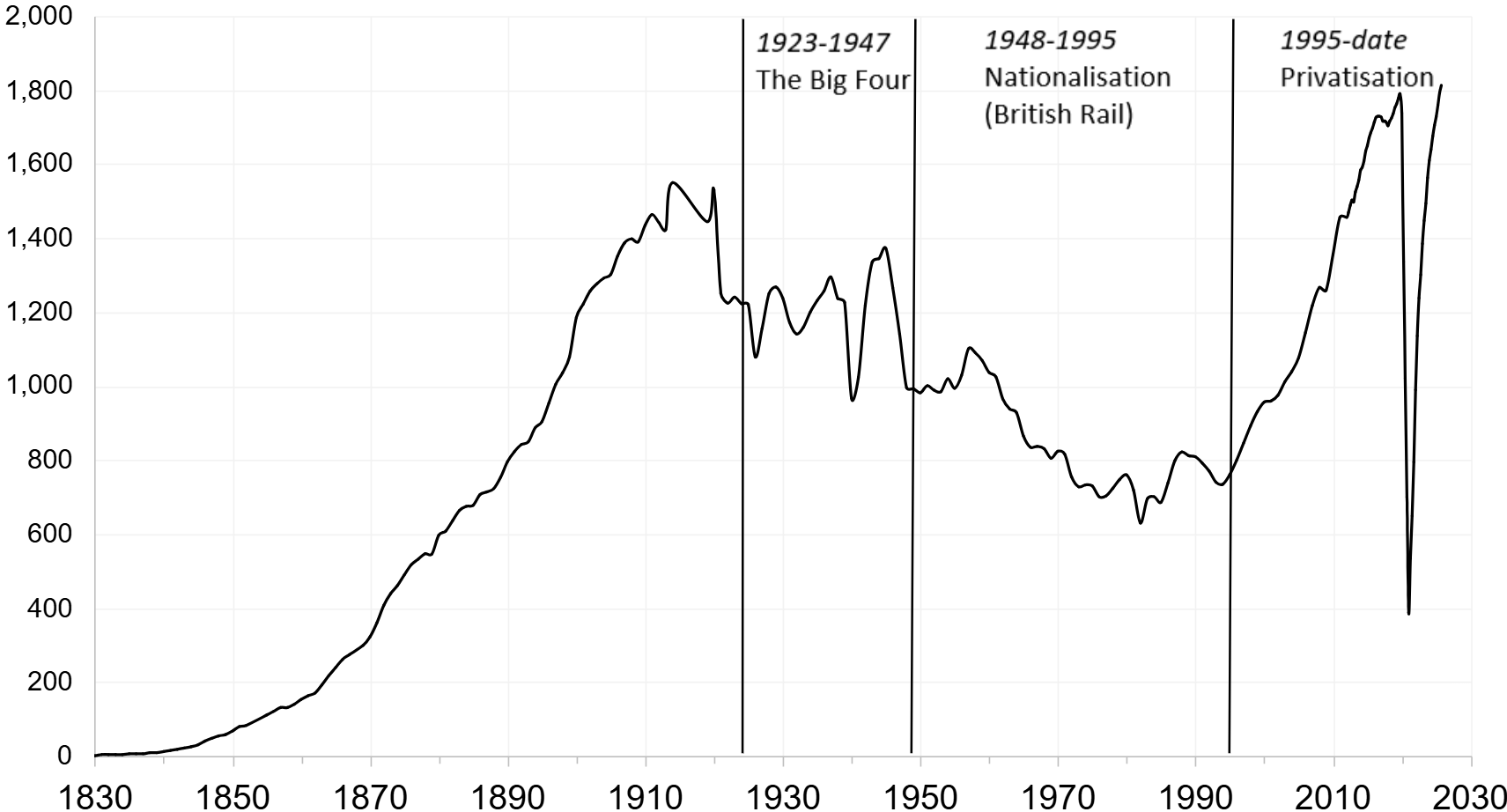
1829年から2023年までのイギリスの鉄道旅客数の推移、初期の小さな鉄道会社の時代、4大鉄道会社への合併、国有化、そして民営化された現在を示す

それ以前の10年間にはほとんど旅客数の伸びがなかったのに対して、1997年から2014年までの期間には旅客数はほぼ2倍に増加した。この旅客数の増加に対応するために、ネットワーク・レールはクロスレール、路線の電化、車内信号の導入、新しい都市間列車、テムズリンクの改良、新しい高速鉄道（HS2）など、380億ポンドを費やして改良事業を進めている。

### GRIPプロセス
定期的な保守作業と異なり投資計画については、ネットワーク・レールはリスクを最小化し緩和するために、8段階のプロセスを使っている。このプロセスを、鉄道投資プロジェクト管理 (Governance for Railway Investment Projects, GRIP) と称している。各段階は以下の通りである。
1. 結果の定義
2. 事前実現可能性調査
3. オプション選択
4. 単一選択肢の展開
5. 詳細設計
6. 建設・試験・運用開始
7. 枠組み返還
8. プロジェクト終了

各段階では、定義された品質基準を達成する、事前合意された結果を得ることになっている。

### 管理期間
財務やそのほかの計画のために、ネットワーク・レールでは5年以内の期間である「管理期間」(Control Period) を設定しており、会計年度と合わせるために各管理期間は4月1日に始まり3月31日に終わるようになっている。この期間はレールトラックから引き継いだもので、初期の管理期間はネットワーク・レールの発足より古く、また必ずしも5年の期間となっていないものもある。以下の通りの期間が定義されている。
- Control Period 1 (CP1): 1996年–2001年
- Control Period 2 (CP2): 2001年–2004年
- Control Period 3 (CP3): 2004年–2009年
- Control Period 4 (CP4): 2009年–2014年
- Control Period 5 (CP5): 2014年–2019年
- Control Period 6 (CP6): 2019年–2024年
- Control Period 7 (CP7): 2024年–2029年
- Control Period 8 (CP8): 2029年–2034年

運輸大臣は定期的に、ある管理期間に何が実施されるべきと政府が望んでいるかを示す、「上級達成目標定義」(High-Level Output Specification, HLOS) を発行している。

### 経路計画

イングランドおよびウェールズにおける戦略路線計画、2014年

ネットワーク・レールは、財務的な支出やその他のデータだけではなく、方針、手順、計画などの詳細を示した、戦略的事業計画を定期的に発表している。もっとも新しい事業計画は2013年1月に発表されたものである。これらの計画において、鉄道網は10の運行経路に分割されており、各径路ごとに毎年経路計画が発表される。各経路は、通常は地理的に定義されたいくつかの鉄道路線を対象にしており、さらに17の戦略経路に分割される。それぞれは戦略経路区間 (SRC: Strategic Route Sections) となり、番号と名前を与えられる。計画には詳細な経路、駅、主要な分岐点、線路容量の制約およびその他の問題点を含み、貨物用の車両限界、電化、路線最高速度、線路数、線路容量その他の情報を提供する。計画には将来の需要見込みと各経路の開発予定、予定される支出と保守や投資の必要性なども示される。
この運行経路は2011年に導入され、AからQまでのラベルを付された17の戦略経路は2010年に導入された。2004年から2009年までは、1番から26番までの24の戦略経路に分割しており、2003年には1番から41番までの41の戦略経路に分割していた。
2011年の運行経路と戦略経路は以下の表のように編成された。
| 運行経路                                                 | 戦略経路 | 戦略経路 | 戦略経路                                                                       | 主要経路 | その他の目的地 | 2004年から2009年の戦略経路 |
| -------------------------------------------------------- | -------- | -------- | ------------------------------------------------------------------------------ | --- | --- | --- |
| ケント                                                   | A        |          | ケントおよびハイ・スピード・ワン                                               | - チャリング・クロス駅 – アシュフォード国際駅 - セント・パンクラス駅 - 英仏海峡トンネル                                                             | カンタベリー・イースト駅 （ 英語版 ） ドーバー・プライオリー駅 （ 英語版 ） フォークストン・セントラル駅 （ 英語版 ） ヘイスティングス駅 ロンドン・ブリッジ駅 キャノン・ストリート駅 メイドストン・イースト駅 （ 英語版 ） マーゲイト駅 （ 英語版 ） ロチェスター駅 （ 英語版 ） セブノークス駅 （ 英語版 ） トンブリッジ駅 （ 英語版 ） | 1. ケント |
| サセックス                                               | B        |          | サセックス                                                                     | ロンドン・ヴィクトリア駅 – ブライトン駅 | チチェスター駅 （ 英語版 ） クラパムジャンクション駅 ドーキング駅 （ 英語版 ） イーストボーン駅 ブラックフライアーズ駅 ロンドン・ブリッジ駅 セント・パンクラス駅 レッドヒル駅 | 2. ブライトン本線およびサセックス |
| ウェセックス                                             | C        |          | ウェセックス                                                                   | ウォータールー駅 – サウサンプトン・セントラル駅 | アスコット駅 （ 英語版 ） ベイシングストーク駅 （ 英語版 ） ボーンマス駅 （ 英語版 ） クラパムジャンクション駅 エクセターセントデイビッド駅 ギルドフォード駅 （ 英語版 ） キュー・ブリッジ駅 （ 英語版 ） ポーツマス・ハーバー駅 サリスベリー駅 （ 英語版 ） シャンクリン駅 （ 英語版 ） シェパートン駅 （ 英語版 ） ステインズ駅 （ 英語版 ） ウェイマス駅 （ 英語版 ） ウィンザー・アンド・イートン・リバーサイド駅 （ 英語版 ） ウォキング駅 （ 英語版 ） | - 3. サウス・ウェスト本線 - 4. ウェセックス方面 |
| アングリア                                               | D        |          | イースト・アングリア                                                           | リバプール・ストリート駅 – ノリッチ駅 | ケンブリッジ駅 イーリー駅 （ 英語版 ） フェリックスストウ駅 （ 英語版 ） グレート・ヤーマス駅 （ 英語版 ） ハリッチ・タウン駅 （ 英語版 ） イプスウィッチ駅 （ 英語版 ） キングス・リン駅 （ 英語版 ） サウスエンド・ビクトリア駅 （ 英語版 ） | - 5. ウェスト・アングリア - 7. グレート・イースタン |
| アングリア                                               | E        |          | ノース・ロンドン線                                                             | なし | バーキング駅 ゴスペル・オーク駅 （ 英語版 ） リッチモンド駅 （ 英語版 ） ストラトフォード駅 | 6. ノース・ロンドン線およびテムズサイド（一部） |
| アングリア                                               | F        |          | テムズサイド                                                                   | なし | フェンチャーチ・ストリート駅 シューベリーネス駅 （ 英語版 ） サウスエンド・セントラル駅 （ 英語版 ） | 6. ノース・ロンドン線およびテムズサイド（一部） |
| ロンドン・ノース・イースタンおよびイースト・ミッドランド | G        |          | イースト・コースト本線およびノース・イースト                                   | キングス・クロス駅 – リーズ駅およびエディンバラ・ウェイバリー駅                                                                                     | ドンカスター駅 （ 英語版 ） ダーラム駅 （ 英語版 ） リンカーン・セントラル駅 （ 英語版 ） ニューカッスル駅 （ 英語版 ） ピーターバラ駅 （ 英語版 ） ウィットビー駅 （ 英語版 ） ヨーク駅 （ 英語版 ） | - 8. イースト・コースト本線 - 9. ノース・イースト方面（一部） - 11. サウス・クロス・ペナイン、サウス・ヨークシャーおよびリンカンシャー（一部）                                            |
| ロンドン・ノース・イースタンおよびイースト・ミッドランド | H        |          | クロス・ペナイン、ヨークシャー・アンド・ハンバーおよびノース・ウェスト（東部） | チェスターフィールド駅 – バーネットビー駅 | バーンズリー・インターチェンジ （ 英語版 ） ブラッドフォード・インターチェンジ （ 英語版 ） ハッダースフィールド駅 （ 英語版 ） ハル・パラゴン・インターチェンジ （ 英語版 ） リーズ駅 （ 英語版 ） スカーバラ駅 （ 英語版 ） シェフィールド駅 （ 英語版 ） スキプトン駅 （ 英語版 ） ヨーク駅 （ 英語版 ） | - 9. ノース・イースト方面（一部） - 10. ノース・クロス・ペナイン、ノース・アンド・ウェスト・ヨークシャー - 11. サウス・クロス・ペナイン、サウス・ヨークシャーおよびリンカンシャー（一部） |
| ロンドン・ノース・イースタンおよびイースト・ミッドランド | I        |          | イースト・ミッドランズ                                                         | - セント・パンクラス駅 – ノッティンガム駅、ダービー駅、チェスターフィールド駅 - バートン＝オン＝トレント駅 – ダービー駅                             | ベドフォード駅 （ 英語版 ） レスター駅 （ 英語版 ） マトロック駅 （ 英語版 ） スケグネス駅 （ 英語版 ） | 19. ミッドランド本線およびイースト・ミッドランズ |
| ウェスタン                                               | J        |          | ロンドンおよびウェスタン                                                       | パディントン駅 – オックスフォード駅、ブリストル・パークウェイ駅、セヴァーントンネル、タウントン駅                                                   | ビスター・ビレッジ駅 （ 英語版 ） ヒースロー・セントラル駅 ヒースロー・ターミナル4駅 ニューベリー駅 （ 英語版 ） レディング駅 サウス・ルイスリップ駅 （ 英語版 ） スウィンドン駅 （ 英語版 ） ウィンザー・アンド・イートン駅 （ 英語版 ） | - 12. レディング-ペンザンス（一部） - 13. グレート・ウェスタン本線（一部） |
| ウェスタン                                               | K        |          | ウェスト・オブ・イングランド                                                   | - スウィンドン駅 – ブリストル・テンプル・ミーズ駅 - ブリストル・パークウェイ駅 – プリマス駅 - ブリストル・テンプル・ミーズ駅 – チェルトナム・スパ駅 | バーンステープル駅 （ 英語版 ） バース・スパ駅 エクセターセントデイビッド駅 グロスター駅 （ 英語版 ） ペンザンス駅 タウントン駅 （ 英語版 ） | - 12. レディング-ペンザンス（一部） - 13. グレート・ウェスタン本線（一部） |
| ウェールズ                                               | L        |          | ウェールズ                                                                     | セヴァーントンネル -- スウォンジー駅 | アバーデア駅 （ 英語版 ） アベリストウィス駅 （ 英語版 ） バンガー駅 （ 英語版 ） ブライナイ・フェスティニオグ駅 （ 英語版 ） ケアフィリ駅 （ 英語版 ） カーディフ中央駅 カーマーゼン駅 （ 英語版 ） クルー駅 （ 英語版 ） フィッシュガード・ハーバー駅 （ 英語版 ） グロスター駅 （ 英語版 ） ヘレフォード駅 （ 英語版 ） ホーリーヘッド駅 ランディドノウ駅 （ 英語版 ） マーサー・ティドビル駅 （ 英語版 ） ミルフォード・ヘイブン駅 （ 英語版 ） ニューポート駅 （ 英語版 ） ペンブローク・ドック駅 （ 英語版 ） ポート・タルボット・パークウェイ駅 （ 英語版 ） プスヘリ駅 （ 英語版 ） リル駅 （ 英語版 ） ラムニー駅 （ 英語版 ） シュルースベリー駅 （ 英語版 ） テンビー駅 （ 英語版 ） トレハーバート駅 （ 英語版 ） レクサム・ジェネラル駅 （ 英語版 ） | - 13. グレート・ウェスタン本線（一部） - 14. サウス・アンド・セントラル・ウェールズ・アンド・ボーダーズ - 15. サウス・ウェールズ・バレーズ - 22. ノース・ウェールズ・アンド・ボーダーズ   |
| ロンドン・ノース・ウェスタン                             | H        |          | クロス・ペナイン、ヨークシャー・アンド・ハンバーおよびノース・ウェスト（西部） | - クルー駅 – マンチェスター・ピカデリー駅 - リヴァプール・サウス・パークウェイ駅 – リヴァプール・ライム・ストリート駅                               | バーロー＝イン＝ファーネス駅 （ 英語版 ） ブラックバーン駅 （ 英語版 ） ブラックプール・ノース駅 （ 英語版 ） ボルトン・インターチェンジ （ 英語版 ） バーンリー・セントラル駅 （ 英語版 ） バクストン駅 （ 英語版 ） カーライル駅 （ 英語版 ） コウン駅 （ 英語版 ） ランカスター駅 （ 英語版 ） マンチェスター・ヴィクトリア駅 モアカム駅 （ 英語版 ） プレストン駅 （ 英語版 ） セトル駅 （ 英語版 ） サウスポート駅 （ 英語版 ） トドモーデン駅 （ 英語版 ） ウォリントン・セントラル駅 （ 英語版 ） ウィガン・ウォールゲート駅 （ 英語版 ） ウィンダミア駅 （ 英語版 ） | - 20. ノース・ウェスト・アーバン - 23. ノース・ウェスト・ルーラル |
| ロンドン・ノース・ウェスタン                             | M        |          | ウェスト・ミッドランズおよびチルターンズ                                       | バーミンガム・ニューストリート駅 – オックスフォード駅、チェルトナム・スパ駅、ラグビー駅、バートン＝オン＝トレント駅およびスタッフォード駅           | バンベリー駅 （ 英語版 ） コヴェントリー駅 （ 英語版 ） ハイ・ウィカム駅 （ 英語版 ） キッダーミンスター駅 （ 英語版 ） メリルボーン駅 ナニートン駅 （ 英語版 ） ストラトフォード・アポン・エイヴォン駅 ウォリック駅 （ 英語版 ） ウルヴァーハンプトン駅 （ 英語版 ） ウスター・フォアゲート駅 （ 英語版 ） | - 16. チルターンズ - 17. ウェスト・ミッドランズ |
| ロンドン・ノース・ウェスタン                             | N        |          | ウェスト・コースト本線                                                         | ユーストン駅 – リヴァプール・サウス・パークウェイ駅、チードル・ヒューム駅およびカーステアズ駅                                                       | ベドフォード・セント・ジョンズ駅 （ 英語版 ） カーライル駅 （ 英語版 ） チェスター駅 （ 英語版 ） クルー駅 （ 英語版 ） ランカスター駅 （ 英語版 ） マクルスフィールド駅 （ 英語版 ） ミルトン・キーンズ・セントラル駅 （ 英語版 ） ノーサンプトン駅 （ 英語版 ） プレストン駅 （ 英語版 ） ラグビー駅 （ 英語版 ） ランコーン駅 （ 英語版 ） セント・オールバンズ・アビー駅 （ 英語版 ） スタッフォード駅 （ 英語版 ） ストーク＝オン＝トレント駅 （ 英語版 ） ウォリントン・バンク・キー駅 （ 英語版 ） ウィガン・ノース・ウェスタン駅 （ 英語版 ） | 18. ウェスト・コースト本線 |
| ロンドン・ノース・ウェスタン                             | O        |          | マージーサイド                                                                 | なし | チェスター駅 （ 英語版 ） エルズミア・ポート駅 （ 英語版 ） カービー駅 （ 英語版 ） リヴァプール・セントラル駅 （ 英語版 ） リヴァプール・ライム・ストリート駅 リヴァプール・サウス・パークウェイ駅 （ 英語版 ） ニュー・ブライトン駅 （ 英語版 ） オームズカーク駅 （ 英語版 ） サウスポート駅 （ 英語版 ） ウェスト・カービー駅 （ 英語版 ） | 21. マージーレール |
| スコットランド                                           | P        |          | スコットランド・イースト                                                       | エディンバラ・ウェイバリー駅 – カーステアズ駅およびファルカーク・ハイ駅                                                                             | アバディーン駅 （ 英語版 ） ダンディー駅 （ 英語版 ） グラスゴー・クイーンストリート駅 上層階 インヴァネス駅 （ 英語版 ） カイル・オブ・ロハルシュ駅 スターリング駅 （ 英語版 ） サーソー駅 （ 英語版 ） ウィック駅 （ 英語版 ） | - 24. イースト・オブ・スコットランド - 25. ハイランズ（一部） |
| スコットランド                                           | Q        |          | スコットランド・ウェスト                                                       | カーステアズ駅 – グラスゴー・セントラル駅 | アードロッサン・ハーバー駅 （ 英語版 ） エア駅 （ 英語版 ） ダンバートン・セントラル駅 （ 英語版 ） ダンフリーズ駅 （ 英語版 ） フォート・ウィリアム駅 （ 英語版 ） グラスゴー・クイーンストリート駅 低層階 グリーノック・セントラル駅 （ 英語版 ） ヘレンズバラ・セントラル駅 （ 英語版 ） ラーグス駅 （ 英語版 ） マリグ駅 （ 英語版 ） オーバン駅 （ 英語版 ） ストランラー駅 （ 英語版 ） | - 25. ハイランズ（一部） - 26. ストラスクライドおよびサウス・ウェスト・スコットランド |

### 電力
ネットワーク・レールは2014年1月に、テムズ川に掛かるブラックフライアーズ橋を世界最大の太陽光発電橋として開設した。橋の屋根が4,400個の太陽電池で覆われており、最大でロンドンのブラックフライアーズ駅のエネルギーの半分を供給する。

## 統制構造と説明責任

### 公式の統制構造
ネットワーク・レールは、その評議員に対してはネットワーク・レールの規約により、そして列車運行会社に対しては契約により（契約は法的な監督を受けている）、そして一般に対しては鉄道道路局による監督権限により、説明責任を負っている。
ネットワーク・レールには株主が存在しないため、取締役は評議員に対して、事業の管理についての説明責任がある。2015年7月1日から、特別評議員である運輸大臣以外のすべての評議員が廃止され、運輸大臣がネットワーク・レールの唯一の評議員となった。
かつてはどの時期においても、合計で100人以上の評議員が、鉄道業界や一般の広い範囲から招かれて任命されていた。評議員には2種類の大まかな分類があり、イギリス鉄道網で運行する免許を持っているあらゆる組織、あるいは運行権をこれから獲得する見込みの組織から構成される鉄道業界の評議員と、より広い利害関係者の組織から招かれる一般評議員である。評議員は独立委員会によって指名され、3年間の任期であった。年に1回の総会に出席すること、年次報告説明書を受け取ること、ネットワーク・レール取締役の任命および再任命を承認することなどの、多くの法的な権限および義務を評議員は持っていた。評議員は、個人的な偏見によらずネットワーク・レールに最良の利益となるように行動する義務があった。評議員は、交通費以外の報酬は受けていなかった。
ネットワーク・レールの戦略的な方向性を定め、毎日の管理を行うのは、ネットワーク・レールの取締役の責任である。この方向性は鉄道道路局の法的な規制に合致している必要があり、また契約上の必要性とも合致している必要がある。一方鉄道道路局は、政府が鉄道産業に何を達成することを望み、鉄道にどの程度の資金を注ぎ込むつもりがあるかを含め、イギリス政府の運輸省およびスコットランド政府が設定した全体的な運輸政策の中で事業を行う必要がある。これは、2005年鉄道法により政府の権限と役割が拡大されて以来、それ以前よりもネットワーク・レールに対する政府の影響と監督の程度が大きくなっていることを意味する。

### ネットワーク・レールの業績監視
鉄道道路局は、もっとも最近の線路使用料見直し（2003年）に際して規制当局が設定した目標、ネットワーク・レールの鉄道網運営免許上の義務、そしてネットワーク・レールの事業計画上の将来見込みに対して、継続的にネットワーク・レールの業績を監視している。業績が芳しくない時は、ネットワーク・レールは批判に直面することになり、列車運行会社から契約に基づく、あるいは鉄道道路局からの鉄道網運営免許に基づく強制措置を受ける可能性がある。また総会において評議員からの批判を受ける可能性もある。
2014年/2015年の年次報告では、鉄道道路局は、公共実績評価指標 (PPM: Public Performance Measure) はイングランドとウェールズで目標より1.4ポイント低い89.6パーセント、スコットランドでは目標より1.5ポイント低い90.5パーセントである、と報告している。

### 非公式統制グループ

#### 鉄道業界計画グループ (RIPG)
ネットワーク・レールが議長を務める鉄道業界計画グループ (RIPG: Railway Industry Planning Group) の目的は、全国の鉄道戦略計画策定プロセスの構造と発展に鉄道業界からの意見を与えることにある。その構成員は資金提供者、事業者、利用者から選ばれており、四半期に1回会合を開いている。
- 地方自治体と鉄道業界の連絡窓口となる
- 地域（およびスコットランド・ウェールズ）の計画評価
- 経路利用戦略
- 旅客運行事業者の運行権の仕様策定
- 上級達成目標定義とネットワーク・レールの戦略事業計画
- ネットワーク・レールの事業計画判定基準、事業計画、経路計画

## 取締役

### 現行取締役会
| 氏名                       | 備考                               |
| -------------------------- | ---------------------------------- |
| ピーター・ヘンディ         | 非業務執行会長                     |
| マーク・カーン             | 最高経営責任者                     |
| パトリック・ブッチャー     | グループ財務取締役                 |
| ポール・プランマー         | グループ戦略取締役                 |
| マルコム・ブラインディッド | 非業務執行取締役                   |
| リチャード・ブラウン       | 非業務執行取締役、運輸大臣報告担当 |
| シャロン・フラッド         | 非業務執行取締役                   |
| クリス・ギブ               | 非業務執行取締役                   |
| ジャニス・コング           | 非業務執行取締役                   |
| マイケル・オイギンス       | 非業務執行取締役                   |
| ブリジット・ローズウェル   | 非業務執行取締役                   |

### 過去の会長
| 任期          | 氏名                           |
| ------------- | ------------------------------ |
| 2002年–2009年 | イアン・マカリスター           |
| 2009年–2012年 | リック・ヘイソーントウェイト   |
| 2012年–2015年 | リチャード・パリー＝ジョーンズ |

### 過去の最高経営責任者
| 任期          | 氏名                   | 備考                                               |
| ------------- | ---------------------- | -------------------------------------------------- |
| 2002年–2007年 | ジョン・アーミット     | 2001年から2002年までレールトラックの最高経営責任者 |
| 2007年–2010年 | イアン・カウチャー     | 2002年から2007年まで常勤取締役                     |
| 2010年–2011年 | ピーター・ヘンダーソン | 2010年10月から2011年2月までの暫定経営責任者        |
| 2011年-2013年 | デービッド・ヒギンズ   | 現在HS2を経営している                              |

## 議論

### 安全性

2013年におけるヨーロッパ諸国における輸送量10億人キロあたりの鉄道事故死者数

ネットワーク・レールの安全実績は、2007年2月にバージン・エクスプレスがカンブリアのグレイリッグで脱線事故を起こしたことで傷つくことになった。ネットワーク・レールはこの事故の責任を認めた。鉄道事故調査局の調査により、1組の欠陥のある分岐器が事故の原因であると2009年に結論付けられた。鉄道規制局は2012年に、1974年業務上健康安全法における「分岐器のレールを正しく固定する器具の点検と保守のために適切で十分な標準・手順・指導・訓練・道具および資源を準備することに失敗した」としてネットワーク・レールが訴追されると発表した。ネットワーク・レールは有罪を認め、法務費用を含めて410万ポンドの罰金を支払った。
2005年12月に、エセックスのエルゼンハム駅の歩行者用踏切を横断していた2人の少女が列車にはねられて死亡した。ネットワーク・レールは2012年3月に健康と安全に関する法律に違反したかどで訴追され、100万ポンドの罰金を科された。裁判での聴取によれば、ネットワーク・レールのスタッフが2002年に行ったリスク分析で潜在的な危険性を把握しており、列車が接近した際に自動的に閉鎖するゲートを導入することを推奨していたが、実施されていなかったことを明らかにした。

### 民間部門か公的部門か
2001年に当時の労働党政権は、レールトラックの株主が1株当たり10ポンドの補償を求めて欧州人権裁判所に提訴するのを防ぐために、鉄道網は再国有化されるわけではないと主張した。その代わりに、レールトラックの株主はわずか2.6ポンドを支給されただけであった。ゴードン・ブラウンの補佐官であるシュリティ・ヴァデラは2001年7月にステファン・バイヤーズに対してeメールで「1998年人権法での補償を回避して、経営破綻の枠組みでうまく解決できないか」と依頼していたとタイムズ紙が報じた。
レールトラックは、当時の運輸大臣ステファン・バイヤーズによる高等法院への申し立てを受けて、1993年鉄道法に基づいて2001年10月7日付で鉄道管理下に置かれた。2001年11月には、イギリスの鉄道網の運行を続けるためにはさらに350万ポンドが必要であると報じられたが、この額は監査担当のアーンスト・アンド・ヤングと管理者の間で争いもあった。レールトラックを管理下から脱却させるためには、政府は再び高等法院に申し立てて、レールトラックは既に破産状態ではないと示す必要があった。政府が法廷に提出した破産状態でないことを示す主な理由は、2002年に鉄道規制官が会社の財務状況の中間査察を行った結果と、大規模な追加支出を会社に対して実施する可能性であった。高等法院は会社は破産状態ではないと受け入れ、鉄道管理命令は2002年10月に撤回された。
2013年まで、ネットワーク・レールは公共企業体なのか民間企業体なのかを巡って議論があった。公式には民間企業体であるとされていたが、実際のところその債務は政府が保証しており、政府が部分的に出資しており、「名目以外のすべてが国有化」であると表現されることにつながっていた。また、ネットワーク・レールの負債が公的部門の負債として勘定されるのを防ぐために、政府はネットワーク・レールを公的企業体であると分類しないように必死である、とされていた。国家統計局は何度も会計検査院および統計委員会と衝突し、国家統計局がレールトラックの後継企業体（ネットワーク・レール）は民間企業であると判断されるべきだとするのに対して、会計検査院は政府の資産に計上されるべきだと主張した。会計検査院は、出資によって通常生じるリスクを政府が負っており、また戦略鉄道庁を通じて評議員が解任することのできない取締役を任命することができることから、ネットワーク・レールは実質的に政府が支配する戦略鉄道庁の子会社であるとした。
2013年12月に、国家統計局は2014年9月からネットワーク・レールが政府企業体に分類されると発表した。この結果、ネットワーク・レールの340億ポンドの債務が政府の債務に加算されることになった。

### 公的資金の誤用という主張と差別
2009年に、労働組合の運輸従業員協会から、ネットワーク・レールの従業員の取り扱いに関する主張がメディアに現れた。従業員のいじめが行われたと主張し、性的あるいは人種的な差別が主張された際に従業員に何百万ポンドもの補償金が秘密裏に払われた、と批判した。かつての最高経営責任者のイアン・カウチャーも、また、彼がネットワーク・レールで在職していた期間に事業上のパートナーであるビクトリア・ペンダーに対して不明確な支出を行うなど、財務的に不適切な点があったと非難された。
監査役のプライスウォーターハウスクーパースに厳しく監督されながら、ネットワーク・レールにより2010年に行われた内部監査では、誤った行いの証拠は確認されなかった。アンソニー・ホワイトQCが主導して2011年に実施した独立監査においてさらに主張を検査したが、やはりイアン・カウチャーに問題はなかったとした。
2010年10月に会社を退職したイアン・カウチャーに与えられた160万ポンドの退職金もまたメディアや運輸大臣のフィリップ・ハモンド、労働組合の幹部らからの批判の対象となった。

### ジョン・アーミットの爵位
2012年の新年の叙爵に際して、ジョン・アーミットが技術や建設業での功績に対して勲爵士の称号を与えられたことに関する批判的な意見もメディアに現れた。アーミットは、2007年のグレイリッグ脱線事故の際にネットワーク・レールの最高経営責任者であり、また偶然にも叙爵はネットワーク・レールがグレイリッグ脱線時の件で訴追されたのと同日で、事故犠牲者の遺族は叙爵を批判した。

## ナショナルセンター
クアドラント:MK (The Quadrant:MK) と称するミルトン・キーンズの新しいナショナルセンターは、2012年6月に完成した。このセンターは、ミルトン・キーンズ・セントラル駅から徒歩5分のところにある。中央の通りにつながる4つの建物には3,000人を収容することができる。2012年6月時点で、工学、物流、時刻表作成を含む運行、IT、調達、計画および財務の部門がすべてこのセンターに移る計画となっている。